# 生まれかわれるものならば
『生まれかわれるものならば』（うまれかわれるものならば）は、1972年11月10日に日本コロムビアから発売されたいしだあゆみの通算38枚目のシングル。規格品番: LL-10204-J。

## 解説
1972年第3弾となった通算38枚目のシングル。
筒美京平が作曲として『さすらいの天使』以来約10ヶ月ぶりに復帰した。
今作発売翌月の1972年末『第23回NHK紅白歌合戦』で歌唱した。

## 収録曲
- 両曲とも作詞: 橋本淳、作曲: 筒美京平、編曲: 高田弘

1. 生まれかわれるものならば
2. 愛よ行かないで

## 収録作品
- 生まれかわれるものならば
  - いしだあゆみ・しんぐるこれくしょん
  - GOLDEN☆BEST いしだあゆみ